# فرانک مورلی
فرانک مورلی (انگلیسی: Frank Morley؛ ۹ سپتامبر ۱۸۶۰ – ۱۷ اکتبر ۱۹۳۷) یک ریاضی‌دان اهل بریتانیا فعال در زمینه هندسه بود.